# رينوسكي إيتشيمارو
رينوسكي إيتشيمارو (باليابانية: 市丸利之助) ويعرف أيضاً باسم توشينوسوكي إيشيمارو، من مواليد 20 سبتمبر 1891، وقُتل بتاريخ 26 مارس 1945، كان طياراً أدميرالاً في البحرية الإمبراطورية اليابانية خلال الحرب العالمية الثانية. قُتل خلال معركة إيو جيما.